# Чешиново
Чешиново (мак. Чешиново) — село в Північній Македонії, яке входить до складу общини Чешиново-Облешево, що в Східному регіоні країни.
Громада складається з 998 осіб (перепис 2002): за національністю — всі македонці. Село розкинулося в низинній місцевості (середні висоти — 287 метрів), яку македонці називають Кочанською низовиною.